# Hope (2019)
Hope (Verweistitel: Hoffnung; Originaltitel: Håp) ist ein norwegisch-schwedischer Spielfilm unter der Regie von Maria Sødahl, von der auch das Drehbuch stammt. Der Film hatte seine Uraufführung am 7. September 2019 auf dem Toronto International Film Festival und wurde im Februar 2020 auf der Berlinale in der Sektion Panorama gezeigt.

## Inhalt
Die Beziehung zwischen der Choreografin Anja Richter (43) und ihrem wesentlich älteren Mann, dem Theaterregisseur Tomas (59), wird auf den Prüfstand gestellt, als bei Anja am Tag vor Weihnachten ein lebensgefährlicher Hirntumor festgestellt wird. Innerhalb von elf Tagen bringt der Film die Hauptfigur von einem Todesurteil über Krankenhäuser zu einer lebensrettenden Operation. Anja geht, bedingt durch die hohe Dosierung von Steroiden, durch ein Wechselbad der Gefühle und trifft wichtige Entscheidungen für sich selbst, ihren Mann und ihre ganze Familie.
Als Anja von einer erfolgreichen Balletturaufführung im Ausland zurückkommt, arbeitet Tomas im Bett weiter, als sie sich hinlegen. Sie interpretiert dies als Mangel an Verantwortungsgefühl und Zuwendung. Von ihrem Arzt erhält Anja die Mitteilung, dass sie einen inoperablen Hirntumor hat, der eventuell mit dem Lungenkrebs zusammenhängt, wegen dem sie im Jahr zuvor in Behandlung war. Anja erzählt nur Tomas davon und spielt damit ihre Rolle der heroischen Superfrau weiter, die ihrem arbeitsbesessenen, oft abwesenden Mann den Rücken freihält. Die beiden haben eine gemeinsame Tochter im Jugendalter und zwei kleine Söhne sowie drei erwachsene Kinder aus Tomas’ früherer Beziehung. Das Verhalten ihrer Kinder und die nur sporadische Unterstützung durch Tomas schaffen für Anja eine Situation, die die Beziehung zu Tomas auf die Probe stellt. Das wohl organisierte Nebeneinander des erfolgreichen Paares bricht zusammen, und zu allem Überfluss ist auch noch Weihnachten. Lang gemiedene Gespräche werden geführt, verdrängte Gefühle und Gedanken werden ausgesprochen.

## Hintergrund
Regie führte Maria Sødahl, von der auch das Drehbuch stammt. Manuel Alberto Claro war Kameramann, für den Filmschnitt war Christian Siebenherz zuständig. Produzent war Thomas Robsahm.
Als Produktionsfirma wurde Motlys, Oslo, ausgewählt. Koproduzenten waren Zentropa Schweden, eine Tochtergesellschaft von Zentropa Dänemark, Film i Väst und Oslo Pictures. Als Kooperationspartner fungierten SF Studios, TrustNordisk, der norwegische Rundfunk, die öffentlich-rechtliche Fernsehgesellschaft Schwedens, Amarcord, Talent Norge und Storyline Studios.
Vom norwegischen Filminstitut erhielt der Film 13 Millionen Norwegische Kronen für Entwicklung, Produktion und Kinostart in Norwegen. Förderung kam außerdem vom Schwedischen Filminstitut, dem Nordic Film and TV Fund und Eurimages.
Der Weltvertrieb liegt in den Händen von TrustNordisk, Hvidovre, Dänemark.
Der Film hatte seine Uraufführung am 7. September 2019 auf dem Toronto International Film Festival und wurde im Januar 2020 auf dem Tromsø Internasjonale Filmfestival gezeigt. Er läuft im Februar 2020 auf der Berlinale in der Sektion Panorama.
Kinostart in Norwegen war am 22. November 2019. Am 11. Februar 2021 sollte der Film ursprünglich in die deutschen Kinos kommen, aufgrund der Corona-Pandemie wurde der Starttermin jedoch zunächst auf den 20. Mai 2021, dann auf den 9. September 2021 und schließlich auf den 25. November 2021 verschoben.

## Kritik
Der Film konnte bislang 98 % der bei Rotten Tomatoes erfassten Kritiker überzeugen und erhielt hierbei eine durchschnittliche Bewertung von 8,4 der möglichen 10 Punkte.
Anne Gjelsvik nannte den Film in Montages einen „einzigartigen norwegischen Film“. Die künstlerische Leistung liege darin, wie Maria Sødahls die Geschichte ihrer eigenen Krebserkrankung hier mit Nüchternheit, Humor und Einsicht auf die Leinwand bringe. Krisen und schmerzhafte Lebenserfahrungen würden auf überzeugende Weise in Kunst verwandelt, dem Film gelinge die Konzentration auf das Wesentliche. Da der Titel Hoffnung laute, stelle sich das Publikum auf ein gutes Ende ein und könne sich so auf die Auswirkung des vermeintlichen Todesurteils auf die Beziehungen der Hauptfigur zu ihrem Umfeld konzentrieren. Besonders lobte die Kritikerin die schauspielerischen Leistungen der beiden Hauptdarsteller Andrea Bræin Hvoig und Stellan Skarsgård.

## Auszeichnungen
Beim Panorama Publikumspreis der Berlinale 2020 in der Kategorie Spielfilm erreichte der Film den 3. Platz. In Norwegen wurde Hope beim Trondheim Internasjonale Filmfestival („Kosmorama“) mit den Kanonprisen für Hauptdarstellerin Andrea Bræin Hovig, Nebendarstellerin Gjertrud L. Jynge und Szenenbildner Jørgen Stangebye Larsen bedacht und erhielt bei der Verleihung des nationalen Filmpreises Amanda acht Nominierungen (Film, Regie, Drehbuch, Hauptdarstellerin – Andrea Bræin Hovig, Hauptdarsteller – Stellan Skarsgård, Nebendarstellerin – Gjertrud L. Jynge, Szenenbild, Kamera) und zwei Auszeichnungen für Hauptdarstellerin und Szenenbild. Darüber hinaus erhielt Sødahls Regiearbeit zwei Nominierungen für den Europäischen Filmpreis 2020 (Beste Regie, Beste Darstellerin). Zudem wurde Hope von Norwegen als Beitrag für die Oscarverleihung 2021 in der Kategorie Bester Internationaler Film eingereicht. Darüber hinaus gelangte der Film auch in die Vorauswahl für die Golden Globe Awards 2021 (Bester fremdsprachiger Film).